# Ivo Ringe

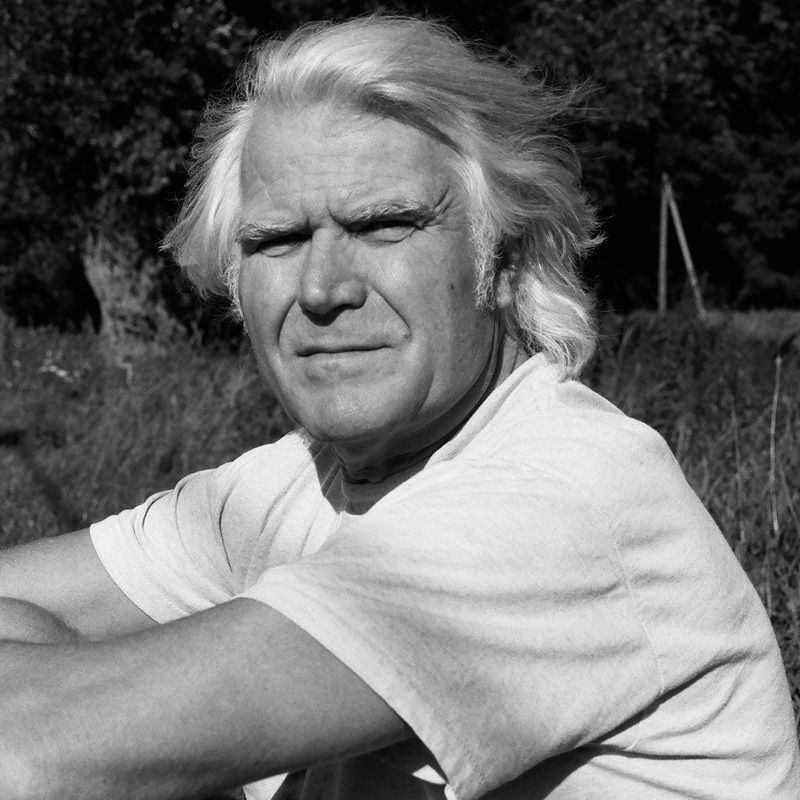
Foto des Künstlers Ivo Ringe

Ivo Ringe (* 5. Juli 1951 in Bonn) ist ein deutscher Maler, Dozent, Kurator und Künstler. Er ist ein Vertreter der Konkreten Kunst, dessen Werke auch dem Minimalismus und der Hard-Edge-Malerei zugerechnet werden können.

## Leben
Ivo Ringe studierte 1972 Bildhauerei an der Kunstakademie Düsseldorf bei Joseph Beuys. Er gehört zu der Minimal-Art Strömung von Beuys-Schülern wie Imi Knoebel und Blinky Palermo. 1974 wechselte er zu Rolf Sackenheim und widmete sich fortan dem Studium der freien Grafik. 1977 wurde er von Sackenheim zum Meisterschüler ernannt. Bereits während des Studiums beschäftigte sich Ringe mit Flächenfüllungen und mit traditionellen Ornamenten des Orients. Es entstanden Siebdrucke, Radierungen und Keramiken.

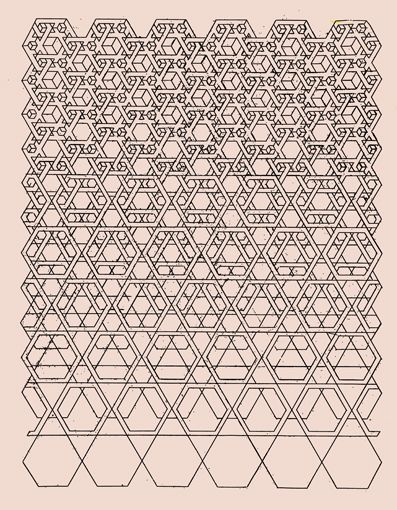
Evolve, Radierung auf Bütten, 1977
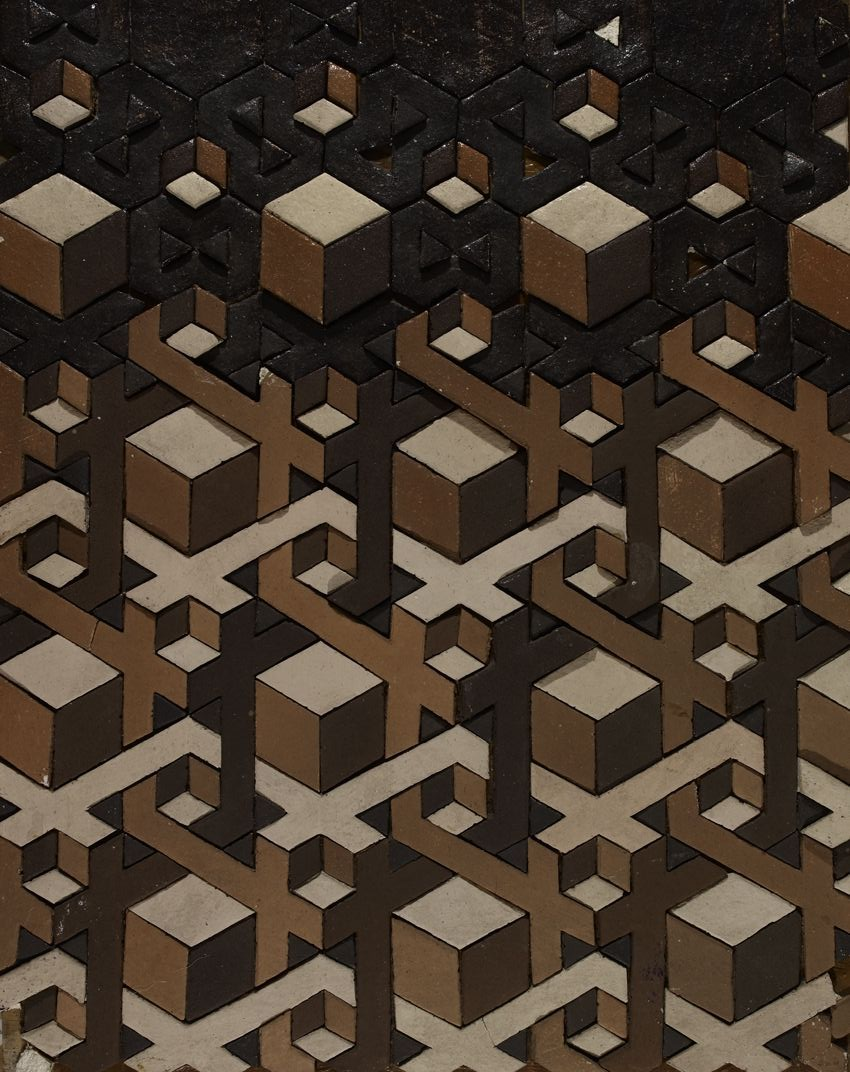
Sechseck, glasierte Keramik, 1976
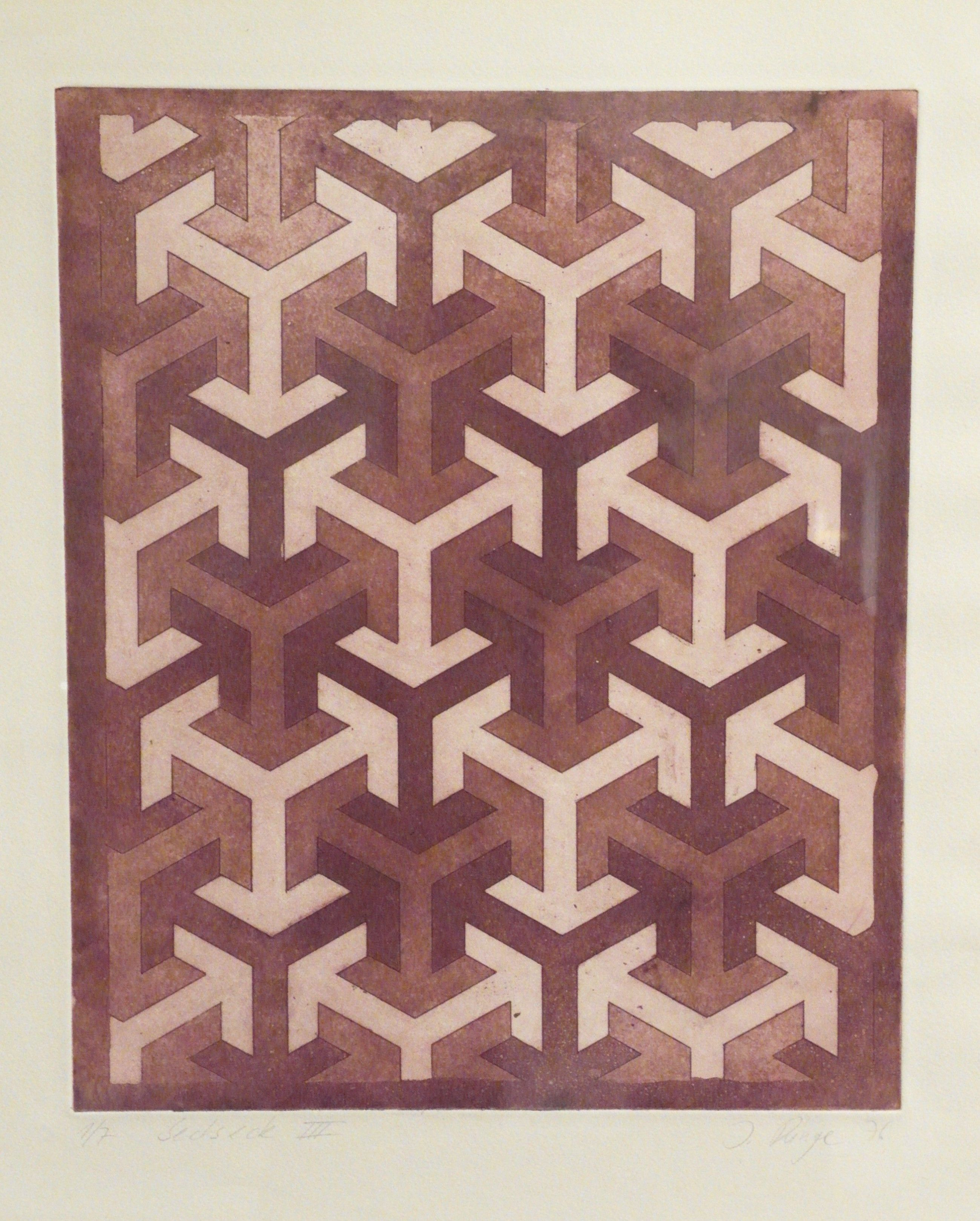
Sechseck III, Aquatinta-Radierung auf Bütten, 1976

1992 vernichtete ein Brand in seinem Atelier viele Werke des Künstlers.
Seit 2008 ist er Dozent für die Fachbereiche Zeichentechnik und Illustrationstechnik an der von Karin-Simone Fuhs gegründeten Schule für Design Ecosign. Seit 2011 ist er Dozent und seit 2014 künstlerischer Leiter des Ateliers für Bildende Kunst an der Rheinischen Friedrich-Wilhelms-Universität Bonn. 2015 hatte er im Kunsthaus Rehau eine umfangreiche Werkausstellung, und Eugen Gomringer schrieb ein Sonett zu einigen seiner Werke. Die Sängerin und Songwriterin Amy Antin brachte 2020 ein Lied heraus, das sich mit Ivo Ringes künstlerischer Praxis befasst. Sie beschreibt darin, wie die Kunstwerke von Ringe auf ihr eigenes Erleben wirken (Textauszug):

“Each stroke of paint, each thickened line

Slashes the sky in a sudden design

That shatters us on the inside

Is it the path to holiness
Is it the math, the map to bliss
Is it the pulse of the galaxies
Or is it the song that sings in me?”

„Jeder Pinselstrich, jede verdickte Linie/ Zerschneidet den Himmel in einem plötzlichen Muster/ Das uns im Innern zerschmettert /Ist es der Weg zur Heiligkeit/ Ist es die Mathematik/ der Weg zur Glückseligkeit/ Ist es der Puls der Galaxien/ Oder ist es das Lied, das in mir singt?“

Sie thematisiert darin die Techniken und Interessen des Künstlers, der sich mit der Wechselwirkung von Proportionen und Farben befasst. In ihrem Lied verdeutlicht Antin, dass sie diese Elemente wahrnimmt und sich von ihnen seelisch angesprochen fühlt, auch wenn sie nicht genau benennen kann, wie der Künstler diese Wirkungen erzielt.
Ringe lebt und arbeitet in Köln. Er ist Mitglied im Deutschen Künstlerbund und der Gruppe konkret. Ivo Ringe ist mit der US-amerikanischen Bildhauerin Heather Sheehan verheiratet.

## Zum Künstlerischen Werk
„Meine Arbeiten sind Forschungen und Untersuchungen im Gedächtnisfeld der Konkreten Kunst.“

Zuerst legt Ivo Ringe die Grundfarbe des Gemäldes fest, die häufig monochrom wirkt, in Wahrheit aber aus einer Vielzahl verschiedener Farbnuancen besteht, die einander überlagern: „So entsteht nicht selten eine vermeintlich schwarze Fläche aus dem Nebeneinander vieler Dunkelblau- und Violett-Töne. In einem Weiß sind häufig bis zu sechs verschiedene weiße Flächen übereinandergesetzt.“ Die Farben dafür entstehen durch eigene Zusammenstellungen von Farbpigmenten. Anschließend setzt er Orientierungspunkte auf die Leinwand, die er mit Pinselstrichen netzartig verbindet. Diese Orientierungspunkte basieren auf klassischen Proportionen der Schönheit, wie sie schon in der Antike formuliert wurden.

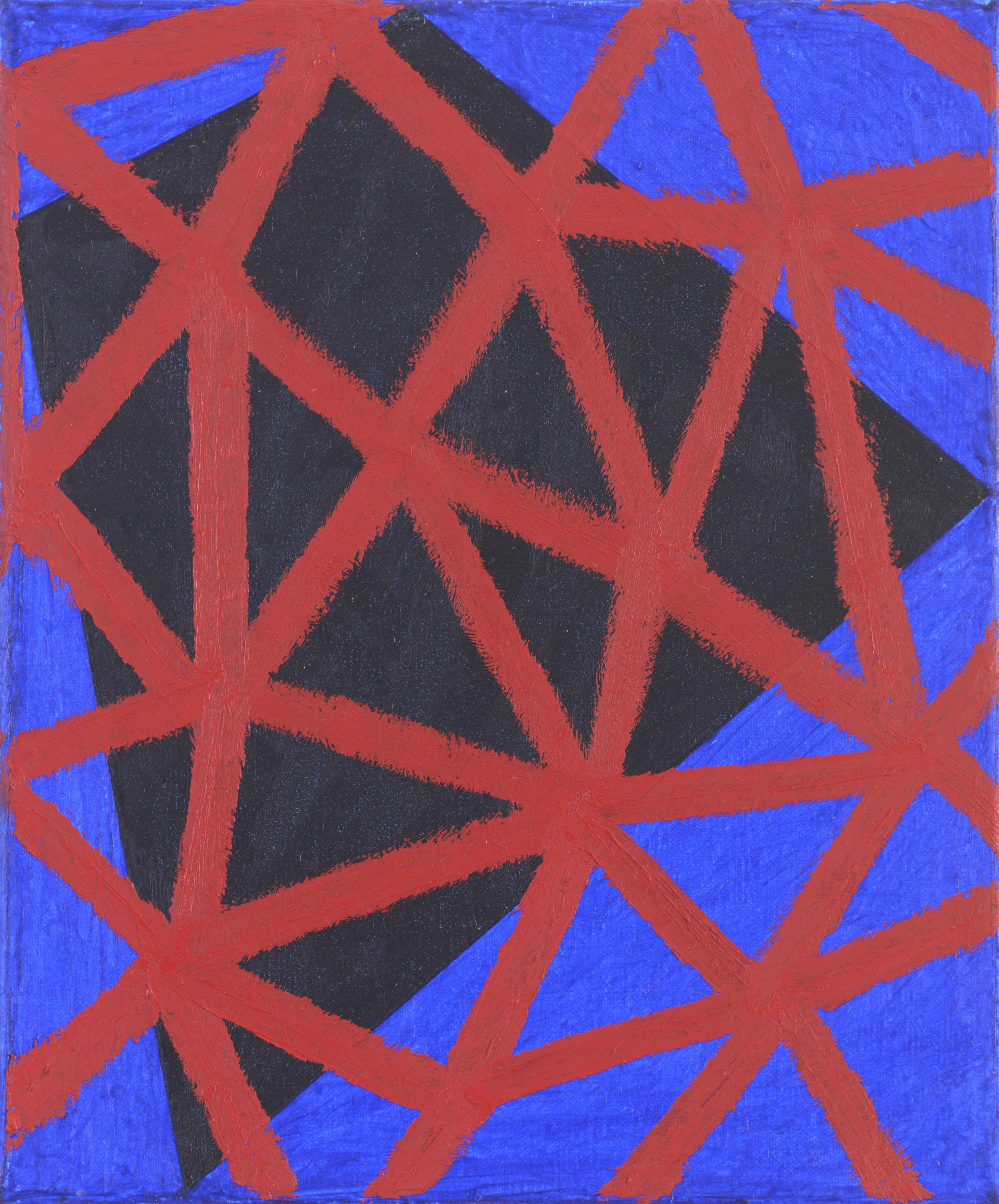
St. Yves, 2016, 30 × 24 cm, Öl auf Leinwand
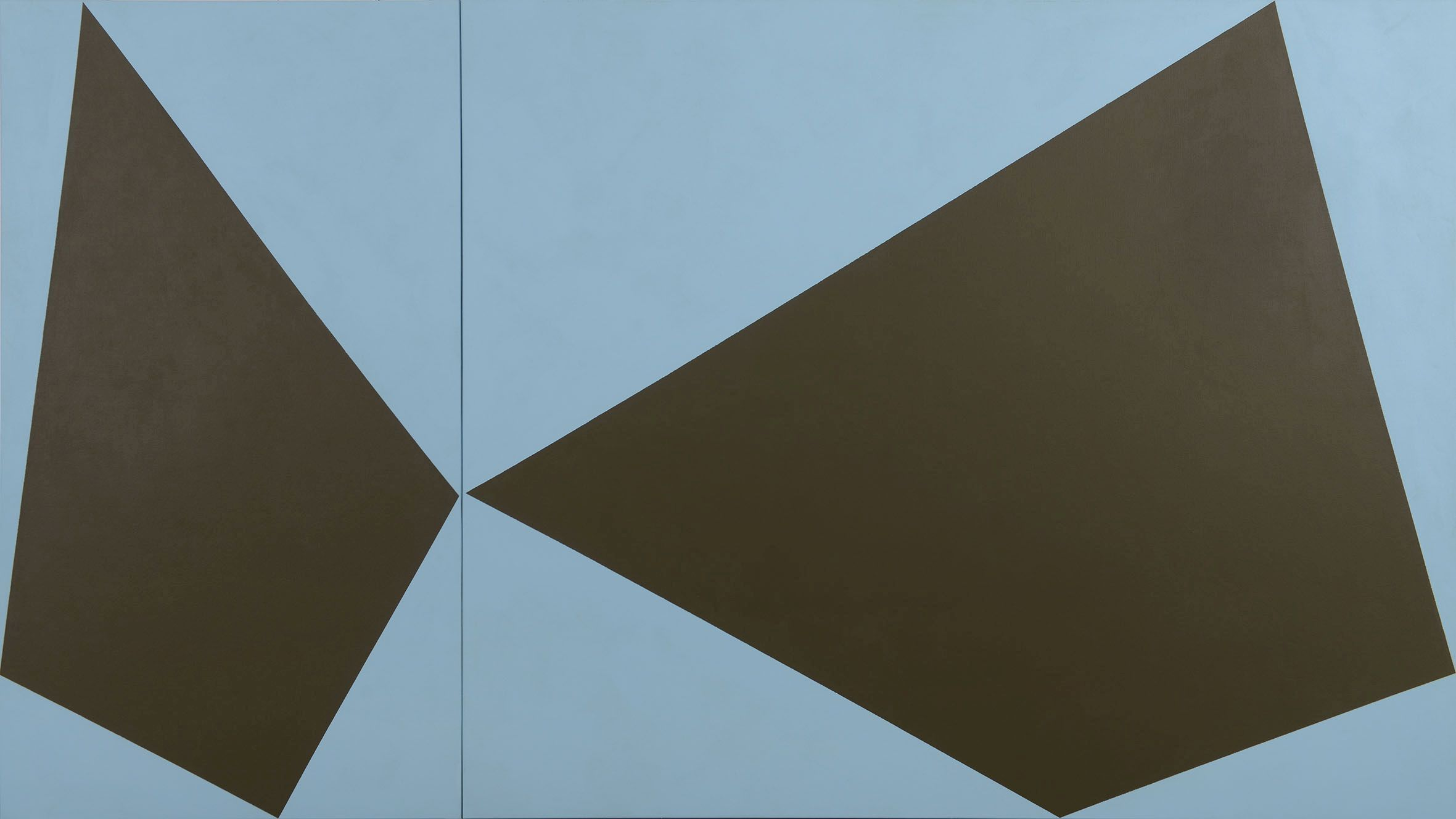
Shadow of a Field, Diptychon, 2015, 180 × 320 cm, Pigmente, Acryl auf Leinen
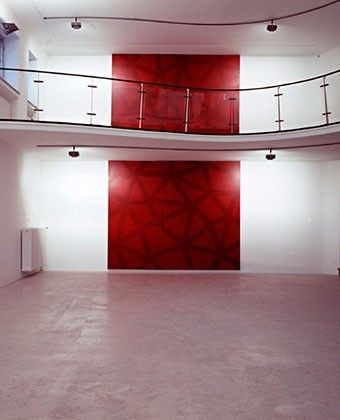
Big Energy, 2007, 560 × 340 cm, Installationsbild Artothek Köln, Pigmente, Acryl auf Leinen

Ringe setzt den Goldenen Schnitt ein, arbeitet aber auch mit Proportionen anderer Kulturen, wie z. B. aus alten Sanskrit-Texten. Teilweise reichen diese Netzstrukturen über den Rand des Gemäldes hinaus, scheinen keinen Anfang und kein Ende zu haben. Die Strukturen erinnern an das Wachstum von Kristallen und anderen Strukturen der Natur. Das Werk entsteht – wie auch in der Natur – aus einer Mischung von vorheriger Festlegung und dem aktuellen Malprozess: „His approach [...] consciously draws an equivalence between the formal development of a painting and the growth of a leaf or a crystal; in each, complexity is achieved through the interaction of preset and random elements.“ (deutsch: „Sein Ansatz zieht [...] bewusst eine Äquivalenz zwischen der formalen Entwicklung eines Gemäldes und dem Wachstum eines Blattes oder eines Kristalls; bei beiden wird die Komplexität durch das Zusammenspiel von vorgegebenen und zufälligen Elementen erreicht.“)

## Kuratorentätigkeit
2014 kuratierte Ivo Ringe gemeinsam mit Viola Weigel die Gruppenausstellung Strukturen/Structures: Britische und Deutsche Malerei im Dialog, die nacheinander in der Kunsthalle Wilhelmshaven (10. Mai 2014 bis 24. August 2014) und in der Newlyn Art Gallery & The Exchange (11. Oktober 2014 bis 3. Januar 2015) gezeigt wurde. Acht britische und deutsche Künstler, deren abstrakte Werke von Strukturen geprägt sind, zeigten ihre Arbeiten. Die Künstler der Ausstellung wurden von Ringe ausgewählt, der auch das Konzept der Ausstellung bedachte. Ebenfalls 2014 (18. November bis 13. Dezember 2014) kuratierte Ivo Ringe zusammen mit Joe Barnes und Po Kim die Gruppenausstellung Painting Black für die Sylvia Wald and Po Kim-Art Gallery in New York mit mehr als 30 Künstlern aus verschiedenen Ländern.
Vom 18. Juli bis 8. Oktober 2016 fand in der Newlyn Art Gallery & The Exchange eine Gruppenausstellung mit dem Titel Restructured statt, bei der Künstler aus der ersten Ausstellung 2014 sowie neu hinzugekommene Künstler ihre Arbeiten ausstellten. Blair Todd, der Kurator des Museums, erwähnte in einem Video-Interview, dass es vor allem Ivo Ringes „energy and passion“ (deutsch: „Energie und Leidenschaft“) zu verdanken gewesen war, dass diese Artist in Residence stattfand. James Green, der Direktor, erklärt in demselben Video, dass es dem Museum nicht nur darum gehe, aktuelle Positionen abstrakter Kunst auszustellen, sondern vor allem darum, einen „creative experimental space“ (deutsch: „kreativer Experimentierraum“) zu schaffen, bei dem Künstler sich gegenseitig inspirieren können. Vom 10. bis zum 24. Februar 2018 fand ein weiterer Artist in Residence zum Thema Structures in Penzance statt, wieder wurden die Künstler von Ivo Ringe ausgewählt.
Als Folge der Ausstellung Painting Black in New York 2014 wurde Ivo Ringe von Carl-Jürgen Schroth eingeladen, in der Sammlung Schroth im Museum Wilhelm Morgner in Soest ebenfalls eine Ausstellung zu diesem Thema zu organisieren. 42 internationale Künstler aus verschiedenen Ländern zeigten ihre schwarzen Werke.
2020 kuratierte Ivo Ringe zusammen mit der Kuratorin Juliane Rogge die Gruppenausstellung Multilayer Vision 20/20 für die Sammlung Schroth im Museum Morgner in Soest. Fünfzig internationale Künstler zeigen ihre neuen Arbeiten zur Konkreten Kunst, die sich seit Theo van Doesburg in den letzten hundert Jahren weiterentwickelt hat: „Die Konkrete Kunst erobert sich nicht nur die dritte Dimension, sondern passt sich damit auch einer komplexen Gegenwart an.“
Im September 2024 kuratierte Ringe zusammen mit der Sammlung Schroth die Gruppenausstellung 3D. Wegweisende Plastik der konkreten Gegenwart, welche in Deutschland zum ersten Mal ausschließlich Plastiken der Konkreten Künstler der Gegenwart zeigt. Die Ausstellung ist Teil des III. Hellweg-Konkret-Ausstellungsprojekts. 39 internationale Künstler gestalteten mit verschiedensten Materialien den Raum als Thema ihrer Auseinandersetzung in ihren Skulpturen. Die Ausstellung war bis zum 1. Dezember 2024 in Soest zu sehen.

## Werke in öffentlichen Sammlungen
- Museum Katharinenhof Kranenburg Electric Chair, 2008 – Acryl auf Leinwand, 78 × 64 cm
- Artothek Köln,[22] zwei Werke
- Artothek der Stadt Wiesbaden[23]
- Kunstsammlung Volksbank in der Ortenau[24]
- Artothek Stadtmuseum Siegburg[25]
- Sammlung Schroth,[26] Soest
- Villa Zanders[27] Bergisch Gladbach

## Einzelausstellungen
- 1993: Ivo Ringe – In den Bovenzaal, Galerie Nouvelles Images, Den Haag, Niederlande
- 1994: Ivo Ringe – Der Heilige Narr,[28] Stadtmuseum Siegburg, Siegburg, Deutschland
- 2006: Ivo Ringe – New Paintings, McBride Fine Art, Antwerpen, Belgien
- 2007: Artothek Köln, Köln, Deutschland
- 2009: Denn da ist keine Stelle, die Dich nicht sieht,[29] Neue Galerie Landshut, Landshut, Deutschland
- 2010: Cosi parlo Zarathustra,[30] Antico Castello sul Mare, Rapallo, Italien
- 2011: Ivo Ringe: New Moment,[31] Schaltwerk Kunst, Hamburg, Deutschland
- 2015: Wisse das Bild, Institut für Konstruktive Kunst und Konkrete Poesie (IKKP), Kunsthaus Rehau, Deutschland
- 2016: Die Proportion der Dinge,[32] Galerie Nana Preussners, Hamburg, Deutschland
- 2016: Morphic Fields,[1] Hionas Gallery, New York, USA
- 2018: Ivo Ringe: Or burst out from its confines and radiate,[33] Tremenheere Sculpture Gardens, Penzance, England
- 2019: Ivo Ringe: Simple Present,[34] Galerie Floss & Schultz, Köln, Deutschland
- 2023: Ivo Ringe: Südlicht,[35] Museo Lapidarium, Novigrad (Istrien), Kroatien
- 2024: Ivo Ringe: Südlicht,[36] Galerie Floss & Schultz, Köln, Deutschland

## Ausstellungsbeteiligungen
- 2002: Concrete Art, Conny Dietzschold Gallery, Sydney, Australien
- 2003: Die Achtsamkeit des Augenblicks – 5 Maler,[37] Neuer Kunstverein Aschaffenburg, Deutschland
- 2005: At the Moment, Studio 18 Gallery, New York, USA, (u. a. mit Jon Groom und Jerry Zeniuk)
- 2008: NOW! Museum Katharinenhof, Kranenburg
- 2009: Six Years McBride Fine Art, Antwerpen, Belgien
- 2011: Ornamental,[38] Städtische Galerie Lippstadt, Deutschland
- 2013: Reticulate,[39] McKenzie Fine Art, New York, USA
- 2014: Strukturen/Structures – Britische und Deutsche Malerei im Dialog,[40] Kunsthalle Wilhelmshaven, Deutschland
- 2014: Structures/Strukturen – British and German Painting in Dialogue,[41] Newlyn Art Gallery, England
- 2014: Painting Black,[14] Sylvia Wald and Po Kim Art Gallery, New York, USA
- 2016: Restructured,[42] Newlyn Art Gallery, England
- 2016: The Pattern reveals Itself,[43] Claudia Weil Galerie, Friedberg, Deutschland
- 2017: Painting Black,[44] Sammlung Schroth, Museum Wilhelm Morgner, Soest, Deutschland
- 2017: The underlying Shape,[45] Galerie Floss und Schultz, Köln, Deutschland
- 2018: Structures Residency,[46] Newlyn Art Gallery, Penzance, England
- 2018: Grounds for Optimism,[47] Tremenheere Sculpture Gardens, Penzance, England
- 2018: Köln Plus – Farbmalereipositionen,[48] Verein für aktuelle Kunst e.V. Oberhausen, Oberhausen, Deutschland
- 2019: Dots, Points, Circles,[49] Claudia Weil Galerie, Friedberg, Deutschland
- 2020: Schönheit!?,[50] Galerie Gisela Clement, Bonn, Deutschland
- 2023: Zur Immaterialität der Farbe,[51] Galerie Floss und Schultz, Köln, Deutschland
- 2023: Us Again: Encore Nous (7th Biennale Internationale Of Non Objective Art),[52] Athen, Griechenland
- 2023: Kunstspektrale – Quadratur des Kreises,[53] Schloss Königshain, Deutschland
- 2024: 3D. Wegweisende Plastik der konkreten Gegenwart (Ausstellung im Rahmen von Hellweg Konkret),[54] Sammlung Schroth, Museum Wilhelm Morgner, Soest, Deutschland